# سلول‌های دندریتیک
سلول‌های دندریتیک یا یاخته‌های دارینه‌ای (به انگلیسی: Dendritic cells) از انواع یاخته‌های عرضه‌کنندهٔ آنتی‌ژن و همچنین به عنوان یاخته‌های فرعی در دستگاه ایمنی هستند. عملکرد اصلی آن‌ها پردازش آنتی‌ژن‌ها و عرضهٔ آنتی‌ژن‌ها در پاسخ اولیه برای لنفوسیت‌های در حال استراحت و در پاسخ ثانویه برای لنفوسیت‌های تی خاطره‌ای است. یاخته‌های دارینه‌ای از مغز استخوان مشتق شده و گروه خون‌ساز ویژه‌ای را ایجاد می‌کنند که کمتر از ۱٪ یاخته‌های تک‌هسته‌ای خون محیطی را تشکیل می‌دهند.
از جمله تفاوت‌های این یاخته‌ها با سایر تک‌هسته‌ای‌ها وجود پادژن Ia، فقدان گیرندهٔ FC، فقدان گیرنده برای گلبول قرمز گوسفند، عدم حضور ایمنوگلوبولین‌های سطحی و سایر نشانگرهای لنفوسیتی و مونوسیتی در سطح آن‌هاست.
به طور خلاصه، سلول‌های دندریتیک در ارائه آنتی‌ژن‌ها به لنفوسیت‌ها و تحریک پاسخ ایمنی تطبیقی (ایمنی اختصاصی) نقش دارد.

## محل
یاخته‌های دارینه‌ای در بخش‌هایی از بدن که با محیط بیرون در ارتباط هستند، مثل پوست و لولهٔ گوارش، در کنار یاخته‌های پوششی به فراوانی یافت می‌شوند. این یاخته‌ها علاوه بر بیگانه‌خواری، قسمت‌هایی از میکروب را در سطح خود قرار می‌دهند. سپس خود را به گره‌های لنفاوی نزدیک می‌رسانند، تا این قسمت‌ها را به یاخته‌های ایمنی ارائه کنند. یاخته‌های ایمنی با شناختن این قسمت‌ها، میکروب مهاجم را شناسایی خواهند کرد.

## تاریخچه
سلول‌های دندریتیک برای اولین بار توسط پاول لانگرهانس در اواخر قرن نوزدهم شرح داده شد و از این رو به آن‌ها «یاخته‌های لانگرهانس» نیز گفته می‌شود. اصطلاح یاختهٔ دندریتیک در سال ۱۹۷۳ توسط رالف استاینمن و زنول ای. کوهن ابداع شد. استاینمن در سال ۲۰۰۷ برای کشف نقش محوری یاخته‌های دارینه‌ای در پاسخ ایمنی تطبیقی جایزهٔ آلبرت لسکر برای تحقیقات پزشکی (جایزهٔ لسکر) را دریافت کرد و در سال ۲۰۱۱ جایزهٔ نوبل فیزیولوژی یا پزشکی را کسب نمود.

## بیماری

### عفونت  اچ‌آی‌وی
ویروس اچ‌آی‌وی (عامل بیماری ایدز) می‌تواند از طریق گیرنده‌های مختلف به یاخته‌های دارینه‌ای متصل شود. زمانی که یاختهٔ دارینه‌ای و اچ‌آی‌وی به سمت گره‌های لنفاوی حرکت کنند، ویروس می‌تواند در این فرصت، CD4+ یاختهٔ تی را منتقل کند. عفونت اچ‌آی‌وی می‌تواند پس از درمان اچ‌آی‌وی/ایدز هم ادامه داشته باشد.

### خودایمنی
تغییرات یاخته‌های دارینه‌ای، نقش عمده‌ای در بروز آلرژی و بیماری‌های خودایمنی مانند لوپوس اریتماتوس و بیماری التهاب روده نظیر بیماری کرون و کولیت زخمی دارد.